# Iso-Kulmunki
Iso-Kulmunki eller Kulmunkijärvi är en sjö i Finland. Den ligger i kommunen Rovaniemi i landskapet Lappland, i den norra delen av landet, 700 km norr om huvudstaden Helsingfors. Kulmunkijärvi ligger 189,8 meter över havet. Arean är 47,7 hektar och strandlinjen är 4,29 kilometer lång. Sjön  ingår i Kemi älvs huvudavrinningsområde. 